# Moisés Ávila
Moisés Alejandro Ávila Vega (Rancagua, 13 aprile 1974) è un ex calciatore cileno, di ruolo centrocampista.